# Joaquim Degollada i Capdaigua
Joaquim Degollada i Capdaigua (Barcelona, 19 de maig de 1877 - febrer de 1951) fou un advocat i polític català.

## Biografia
Fill de Domingo Degollada i Vidal, advocat natural de Puigcerdà i de Narcisa Capdaigua i Dispés natural de Camallera. Llicenciat en dret i militant de la Lliga Regionalista, el 1906 fou vicepresident de l'Associació de Propietaris de l'Eixample de Barcelona, el 1913 vicepresident del Casino Liberal Democràtic, el 1915 del Centre Industrial, Comercial i Agrícola de l'Hospitalet de Llobregat, el 1922 vicepresident del Reial Cercle Artístic de Barcelona i a les eleccions municipals de 1920 fou escollit regidor de l'ajuntament de Barcelona pel districte Sis.
En 1926 assolí certa notorietat en defensar en judici Josep Garriga, un dels militants de Bandera Negra implicats en el complot del Garraf. El 1930 fou novament regidor de l'ajuntament de Barcelona i el 1935 fou president de l'Ateneu Autonomista de la Lliga Catalana. Amb Maria Teresa Pont i Font va tenir dues filles Francesca i Maria Teresa Degollada i Pont.